# Elisa Amoruso
Elisa Amoruso (Roma, 29 aprile 1981) è una regista e sceneggiatrice italiana, vincitrice al Festival internazionale del film di Roma 2013 della menzione speciale nella sezione "Prospettive" per il film documentario Fuoristrada.

## Biografia
Laureata in lettere all'Università degli Studi di Roma "La Sapienza", ha ottenuto il diploma in sceneggiatura al Centro sperimentale di cinematografia, esordendo quindi come regista nel 2013 col documentario Fuoristrada. Nel 2019 ha diretto il documentario Chiara Ferragni - Unposted, seguito l'anno dopo da Maledetta primavera.

## Filmografia parziale

### Sceneggiatrice
- La foresta di ghiaccio, regia di Claudio Noce (2014)
- Maledetta primavera, regia di Elisa Amoruso (2020)
- Time Is Up, regia di Elisa Amoruso (2021)
- Fedeltà - serie TV (2022)
- Time Is Up 2 (2022)

### Regista
- Fuoristrada - documentario (2013)
- Strane straniere - documentario (2016)
- Illuminate - serie TV, episodio Palma Bucarelli (2018)
- Chiara Ferragni - Unposted - documentario (2019)
- Bellissime - documentario (2019)
- Maledetta primavera (2020)
- Time Is Up (2021)
- Fedeltà - serie TV (2022)
- Time Is Up 2 (2022)
- The Good Mothers - serie TV, 3 episodi (2023)
- Dept. Q - Sezione casi irrisolti - serie TV (2025)

## Riconoscimenti
- Ciak d'oro
  - 2021 - Candidatura a migliore opera prima per Maledetta primavera
- Nastro d'argento
  - 2014 - Candidatura a miglior documentario  per Fuoristrada